# 297314 Ilterracottaio
297314 Ilterracottaio è un asteroide della fascia principale. Scoperto nel 1998, presenta un'orbita caratterizzata da un semiasse maggiore pari a 2,233139 UA e da un'eccentricità di 0,114479, inclinata di 1,845696° rispetto all'eclittica.
Il nome ricorda il lavoratore di una tipica attività svolta a Montelupo Fiorentino, paese natale della scopritrice. 